# Turkmenistán en los Juegos Paralímpicos de Sídney 2000
Turkmenistán estuvo representado en los Juegos Paralímpicos de Sídney 2000 por un deportista masculino. El equipo paralímpico turcomano no obtuvo ninguna medalla en estos Juegos.